# Rogelio Livieres
Rogelio Ricardo Livieres Plano (Corrientes, Argentina, 30 de agosto de 1945-Presidente Derqui, 14 de agosto de 2015) fue un obispo católico de la diócesis paraguaya de Ciudad del Este (2004-2014). 

## Biografía

### Formación y trayectoria académica
Nació en la localidad argentina de Corrientes el 30 de agosto de 1945. Su familia, originaria de Paraguay, se exilió en Argentina. Durante su infancia, retornó a Paraguay y se estableció en Asunción, donde completó sus estudios de bachillerato en el Colegio San José. Posteriormente, obtuvo los títulos de abogado, notario y escribano público en la Universidad Católica de Asunción. Continuó su formación en España, donde se especializó en derecho administrativo en la Escuela Nacional de Administración Pública de Madrid y obtuvo el doctorado en derecho canónico en la Universidad de Navarra, en Pamplona.
En el ámbito académico, se desempeñó como profesor de introducción al derecho en la Facultad de Ciencias Jurídicas de la Universidad Católica de Asunción, profesor de derecho administrativo en la Facultad de Derecho de la Universidad de Navarra, profesor de derecho canónico en el Seminario Internacional de la prelatura de la Santa Cruz y Opus Dei en Roma, y profesor de teología en la Facultad de Derecho de la Universidad Austral.

### Vida eclesiástica y episcopado
Fue ordenado sacerdote el 15 de agosto de 1978, integrándose al clero de la Prelatura de la Santa Cruz y Opus Dei. Desempeñó funciones pastorales como capellán en diversas instituciones educativas y culturales, entre ellas el Centro Universitario CUDES y la Universidad Austral en Buenos Aires, el Centro Universitario Ycuá y la Escuela de Formación para Asistentes de Empresas de Servicios (EFAES) en Asunción. Asimismo, ejerció el cargo de vicario de la prelatura de la Santa Cruz y Opus Dei en Buenos Aires.
El 12 de julio de 2004, el papa Juan Pablo II lo designó obispo de Ciudad del Este, tomando posesión del cargo el 3 de octubre del mismo año. Su lema episcopal fue «Santifícanos en la Verdad», en referencia a la cita del Evangelio de Juan: «Santifícanos en la Verdad: tu palabra es la Verdad» (Jn 17,17).
Durante su episcopado, promovió la apertura del Seminario Mayor diocesano San José en Ciudad del Este, ordenando a más de sesenta sacerdotes en una década, así como la fundación del Seminario Menor San Andrés en 2012. Implementó una estrategia pastoral que resultó en el incremento de sacramentos administrados, triplicando el número de bautismos y duplicando las bodas en la diócesis.

### Controversias y legado
Desde el inicio de su gestión, expresó una postura crítica respecto a la candidatura presidencial del entonces obispo Fernando Lugo, argumentando una «confusión fundamentalista entre religión y política» y señalando «irregularidades morales y administrativas» en su postulación, posición que no fue respaldada por la Conferencia Episcopal Paraguaya.
En 2014, el papa Francisco ordenó su sustitución como obispo de Ciudad del Este por «serias razones pastorales» y en atención al «bien mayor de la unidad de la Iglesia y de la comunión episcopal en Paraguay».
Falleció el 14 de agosto de 2015, a los sesenta y nueve años, en el Hospital Universitario Austral, ubicado en la localidad de Presidente Derqui, partido del Pilar, provincia de Buenos Aires.